# ヨハン・フリードリヒ・アグリコーラ
ヨーハン・フリードリヒ・アグリーコラ（Johann Friedrich Agricola, 1720年1月4日 - 1774年12月2日）は、ドイツの作曲家、オルガニスト、歌手、教育者、音楽に関する著述家。しばしばフラーヴィオ・アニーチョ・オリブリオ（Flavio Anicio Olibrio）というペンネームを用いた。

## 生涯
アグリーコラはザクセン＝ゴータ＝アルテンブルク公国のドービチェン（現在のテューリンゲン州アルテンブルガー・ラント郡）に生まれた。ライプツィヒで法学を修める傍ら、大バッハの下で音楽を学び、一時彼の養子にもなった。1741年にベルリンへと向かい、ヨハン・ヨアヒム・クヴァンツに作曲を師事する。
彼はまもなく、同時代の最も優れたオルガニストの1人として広く知られるようになった。1750年にポツダムで上演された喜劇「Il filosofo convinto in amore」が成功したことで、彼はプロイセン王フリードリヒ2世の宮廷作曲家に任ぜられる。1759年にカール・ハインリヒ・グラウンが死去するとすぐに、アグリーコラが宮廷管弦楽団の指揮者となった。彼は宮廷のオペラソプラノとして著名であったベネデッタ・エミリア・モルテーニ（Benedetta Emilia Molteni）と結婚したが、これは宮中で雇われている者同士の婚姻を禁じた王の命令に背くものだった。この違反行為の罰則として、王はモルテーニとアグーリコラ2人の年間の給料を、合計で1人分の1,000ターラーまで減額したのであった（元々はアグリーコラ1人の年収が1,500ターラーであった）。アグリーコラはベルリンで54年の生涯を閉じた。
生涯を通じて、アグリーコラは多くのイタリアオペラやリート、コラール前奏曲、他の様々な鍵盤楽器作品、オラトリオおよびカンタータなどの教会音楽を作曲した。しかしながら、彼が主に名声を得たのは理論や音楽評論などの書き物によってであった。1757年にはC.P.E.バッハと共著で大バッハの追悼記事を著している。1757年の「歌唱芸術入門 Anleitung zur Singekunst」は、1723年のピエル・フランチェスコ・トージの論文「Opinioni de' cantori antichi e moderni」を翻訳し、自ら多くの注釈を付したものであった。彼はヤーコプ・アードルングの「Musica mechanica organoedi」の1768年版（遺作）を編集、多くの注釈を記した（英語版）。